# 더 배니싱
더 배니싱(영어: The Banishing)은 크리스토퍼 스미스 감독의 2020년 영국의 공포 미스터리 영화이다. '볼리 목사관' 실화를 바탕으로 제작한 영화이다.

## 출연

### 주연
- 제시카 브라운 핀들레이 - 마리안 역
- 숀 해리스 - 해리 프라이스 역
- 존 헤퍼난 - 라이너스 역

### 조연
- 존 린치 - 말라기 역
- 제이슨 토프 - 닥터 서터 역
- 코키 팔코우 - 바르만 역
- 시머스 오닐 - 노인 역
- 대니 샤일러 - 수도사 3 역

## 수상
- 2020년 제53회 시체스영화제 후보 판타스틱 파노라마